# Insourcing
Insourcing – przekazanie procesów lub działań biznesowych jednostki, realizowanych w ramach działalności gospodarczej przez zewnętrznych usługodawców/dostawców do wewnętrznej, wyodrębnionej i wyspecjalizowanej komórki organizacyjnej.
Decyzja o wykorzystaniu insourcingu wynikać może np. z chęci przejęcia kontroli nad krytycznymi procesami biznesowymi lub włączenia do organizacji kluczowych kompetencji. Jednym z powodów insourcingu może być też uniknięcie zwolnień w firmie poprzez zatrudnienie pracowników zagrożonych redukcją, do zadań realizowanych do tej pory w ramach outsourcingu. Działalność realizowana w ramach insourcingu może być również świadczona odpłatnie podmiotom zewnętrznym.
Słowo insourcing stosowane jest również w znaczeniu przenoszenia procesów i związanych z nimi miejsc pracy z zagranicy do kraju podmiotu macierzystego (inne określenie to inshoring). Przyczyny tak rozumianego insourcingu są zazwyczaj strategiczne, a jego celem może być chęć przejęcia kontroli nad kluczowym dla danego podmiotu procesem, redukcja podatków, obniżka kosztów zatrudnienia lub transportu, podniesienie jakości świadczonych usług, poziomu zadowolenia klientów itp.
Insourcing uważany jest za metodę złożoną i kosztowną, po którą powinno się sięgać z rozwagą, a wdrażać ją – w miarę możliwości stopniowo i jedynie wobec braku alternatywy.
Wybór strategii (outsourcing czy insourcing) powinien być poprzedzony m.in. analizą opłacalności.
Insourcing jest przeciwieństwem outsourcingu.

## Inne znaczenia
W biologii insourcing to specyficzny sposób reakcji organizmów żywych na skrajny brak w środowisku składników niezbędnych do życia.